# مسرى (حوسبة)

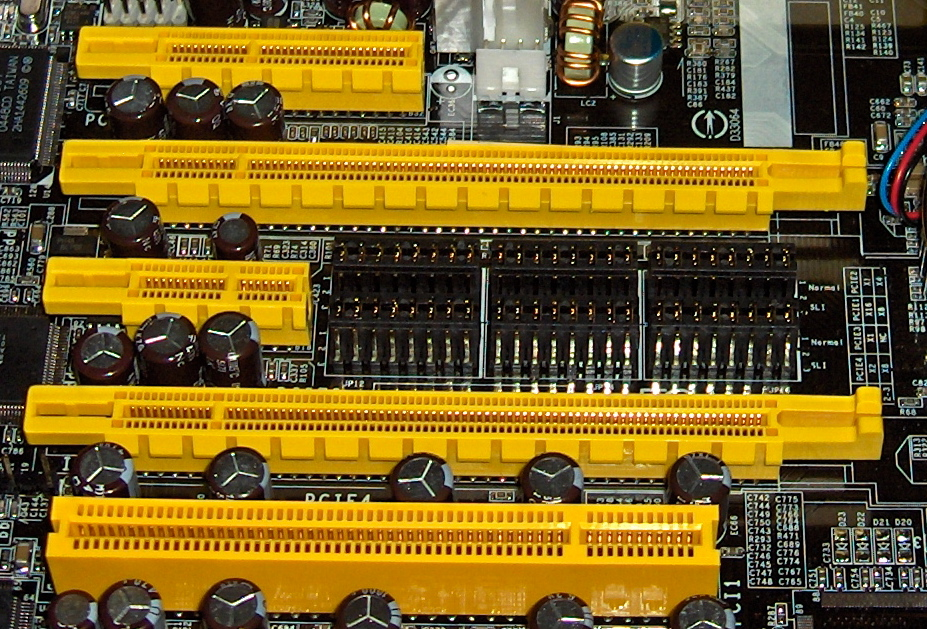
أربعة فتحات بطاقة ناقل من النوع منفذ الملحقات الإضافية السريع منفذ الملحقات الإضافية السريع (من أعلى لأسفل: x4 و x16 و x1 و x16), مقارنة ب 32 بت فتحة بطاقة ناقل من النوع منفذ الملحقات الإضافية منفذ الملحقات الإضافية الخامس في الأسفل

المَسْرى (الجمع: مساري) أو الممر أو المعبر أو الناقلة المشتركة أو المسار التجميعي أو خط التوزيع أو الناقل (بالإنجليزية: Bus)‏ هو مجموعة من الموصلات الكهربائية التي تتبادل مكونات الحاسوب الإشارات الكهربائية عبرها.

## أنواعه
- مسرى البيانات: هي مجموعة من الخطوط الثنائية الاتجاه من وإلى المعالج عن طريقها تتم التبادلات بين المعالج ومحيطه (RAM، Interface...).
- مسرى العناوين: هي مجموعة من الخطوط الأحادية الاتجاه هي التي تتيح للمعالج إمكانية تعيين مكان أو موضع في الذاكرة.
- مسرى التحكم: ترسل عدد من الإشارات المتزامنة التي تؤمن للمعالج ومختلف الأجزاء خط سير متناغم.

## مميزاته
- العرض هو عدد البايت التي يمكن أن تمر في آن واحد متلا nappe دات 32 بت يمكن أن يمر بها 32 بت بشكل متوازي.
- التردد وهو عدد مجموعات (العلب) المعلوماتية التي يمكن ارسالها في الثانية وهي تقاس بـ Mhz.
- الصبيب وهي عدد المعلومات التي يمكن ارسالها خلال مدة معينة، ويمكن حسابها بالعلاقة التالية. الصبيب = التردد x العرض.